# Ayana Onozuka
Ayana Onozuka (小野塚彩那, Onozuka Ayana) née le 23 mars 1988 à Minami est une skieuse acrobatique japonaise spécialiste du half-pipe. Médaillée de bronze en Half-pipe aux Jeux olympiques d'hiver de 2014, elle a remporté une médaille de bronze aux championnats du monde de 2013 et la médaille d'or en 2017 et détient deux globes de cristal. Elle est également trois fois médaillée d'argent aux X Games dans cette même discipline (2015, 2016, 2017).

## Début de carrière
Ayana Onozuka est une ancienne skieuse alpine. En décembre 2011, à peine quelques mois après sa dernière compétition en ski alpin, elle participe à sa première compétition mondiale en ski acrobatique à Copper Mountain (États-Unis) où elle se classe 35e. Malgré ce résultat décevant, elle progresse rapidement et obtient en août 2012 une troisième place aux New Zealand Winter Games, dès sa troisième participation à une compétition mondiale. La saison suivante, elle s'offre une médaille de bronze aux Championnats du monde de Voss.

## Palmarès

### Jeux olympiques
- : Médaille de bronze aux Jeux olympiques d'hiver de 2014

### Championnats du monde
- : Médaille de bronze aux Championnats du monde 2013 (Oslo)
- : Médaille d'or aux Championnats du monde 2017 (Sierra Nevada)

### Coupe du monde
- Meilleur classement général : 6e en 2013.
- 2 petits globe de cristal :
  - Vainqueur du classement half-pipe en 2015 et 2016.
- 3e du classement Half-pipe en 2013 et 2e en 2017
- 14 podiums dont 2 victoires (Park City, 2015 et Mammoth, 2016).

### X Games
- : Médaille d'argent aux X Games d'Aspen (SuperPipe) en 2015
- : Médaille d'argent aux X Games d'Aspen (SuperPipe) en 2016
- : Médaille d'argent aux X Games d'Aspen (SuperPipe) en 2017
- : Médaille de bronze aux X Games d'Oslo (SuperPipe) en 2017

### Divers
- Dew Tour (Breckenridge, 2015) : 1re